# Smolnica (Tarnopol)
Smolnica – przysiółek wsi Tarnopol w Polsce, położony w województwie podlaskim, w powiecie hajnowskim, w gminie Narewka.
W latach 1975–1998 przysiółek administracyjnie należał do województwa białostockiego.

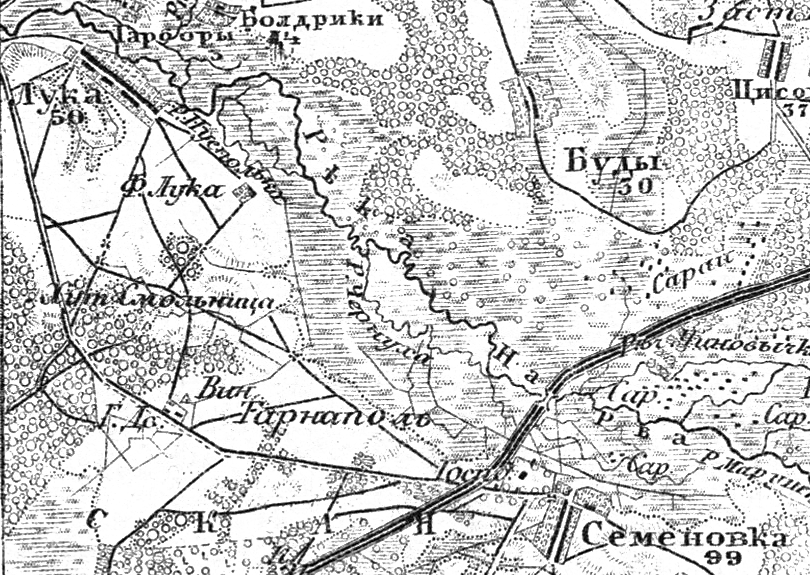
Przysiółek Smolnica (oznaczony jako Хут. Смольница) na starej rosyjskojęzycznej mapie.

Wierni kościoła rzymskokatolickiego należą do parafii św. Jana Chrzciciela w Narewce.